# یان ساویتسکی
یان ساویتسکی (به روسی: Ян Анатольевич Савицкий؛ متولد ۲۹ آوریل ۱۹۸۷ در ریدر، قزاقستان) ورزشکار رشتهٔ دوگانه (بیاتلون) اهل قزاقستان است. او در دو دوره از بازی‌های المپیک زمستانی (۲۰۱۰ در ونکوور و ۲۰۱۴ در سوچی) نمایندهٔ کشورش بود.

### سوابق ورزشی
المپیک زمستانی:
- ۲۰۱۰ ونکوور:
  - رتبهٔ ۶۴ در مادهٔ انفرادی
  - رتبهٔ ۳۹ در اسپرینت
  - رتبهٔ ۲۷ در تعقیبی
  - رتبهٔ ۱۸ در تیمی
- ۲۰۱۴ سوچی:
  - رتبهٔ ۲۰ در مادهٔ انفرادی
  - رتبهٔ ۴۳ در اسپرینت
  - رتبهٔ ۲۹ در تعقیبی
  - رتبهٔ ۱۵ در تیمی

مسابقات قهرمانی جهان:
- بهترین نتیجهٔ انفرادی: رتبهٔ ۱۱ در مادهٔ انفرادی در مسابقات ۲۰۱۳ در نووه مستو
- بهترین نتیجهٔ تیمی: رتبهٔ ۱۵ در مسابقات ۲۰۱۲ در روپلینگ

جام جهانی بیاتلون:
- بهترین نتیجهٔ انفرادی: رتبهٔ ۱۶ در اسپرینت در آنت‌هولز در فصل ۲۰۱۲/۱۳
- بهترین نتیجهٔ تیمی: رتبهٔ ۱۴ در فصل ۲۰۱۰/۱۱
- بهترین رتبهٔ کلی در فصل: ۷۰ در فصل ۲۰۱۱/۱۲

افتخارات داخلی:
- قهرمان مسابقات قهرمانی بیاتلون قزاقستان در سال ۲۰۰۹ در مواد اسپرینت و تعقیبی

### اطلاعات تکمیلی
- قد: ۱۷۵ سانتی‌متر
- محل تولد: ریدِر، استان قزاقستان شرقی، قزاقستان
- کد شناسایی در فدراسیون بین‌المللی بیاتلون (IBU): BTKAZ12904198701

ساویتسکی در سال ۲۰۱۷ از رقابت‌های حرفه‌ای کناره‌گیری کرد.